# Phaleria macrocarpa
Phaleria macrocarpa är en tibastväxtart som först beskrevs av Rudolph Herman Scheffer, och fick sitt nu gällande namn av Jacob Gijsbert Boerlage. Phaleria macrocarpa ingår i släktet Phaleria och familjen tibastväxter. Inga underarter finns listade i Catalogue of Life.

## Bildgalleri

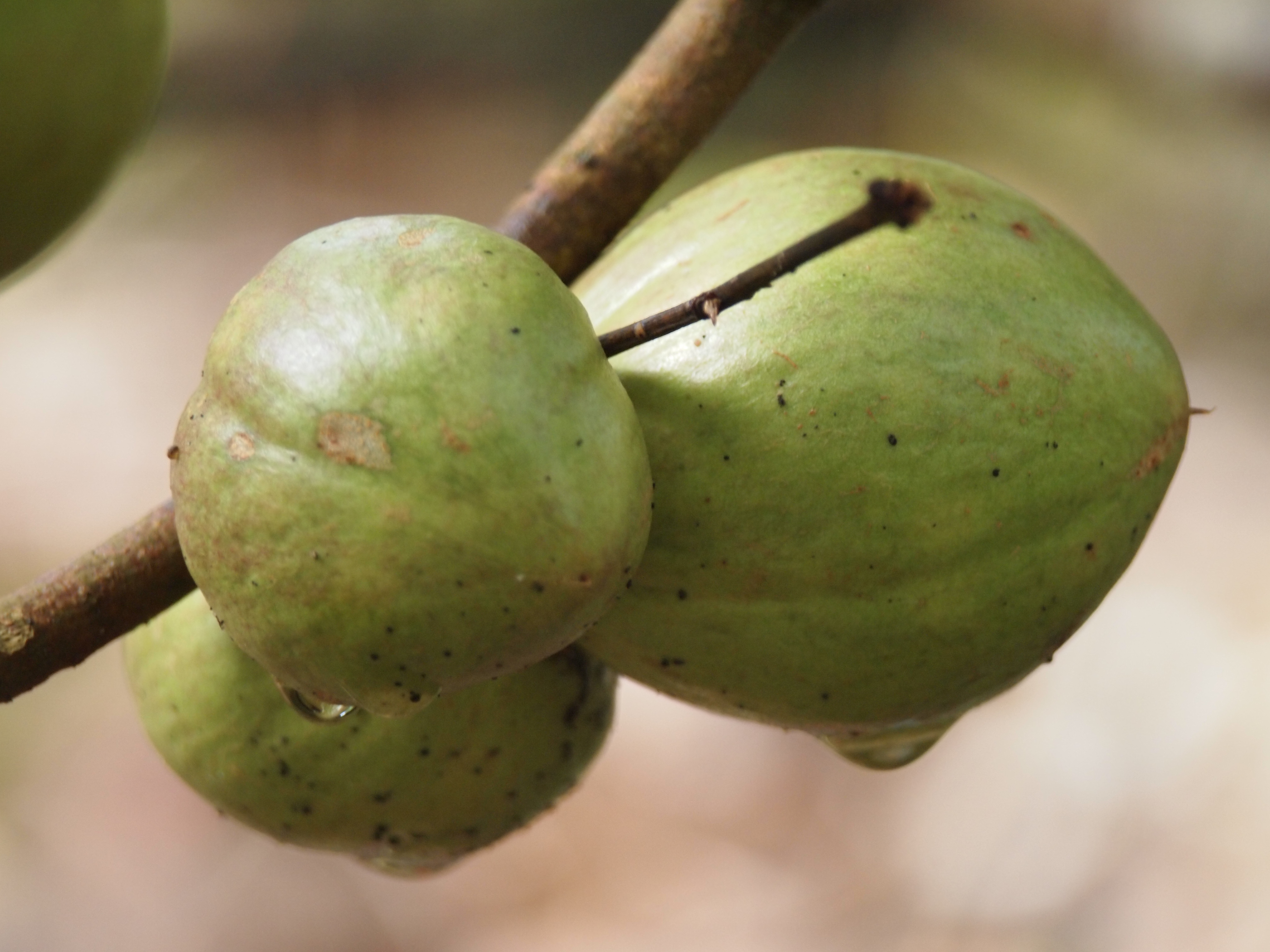
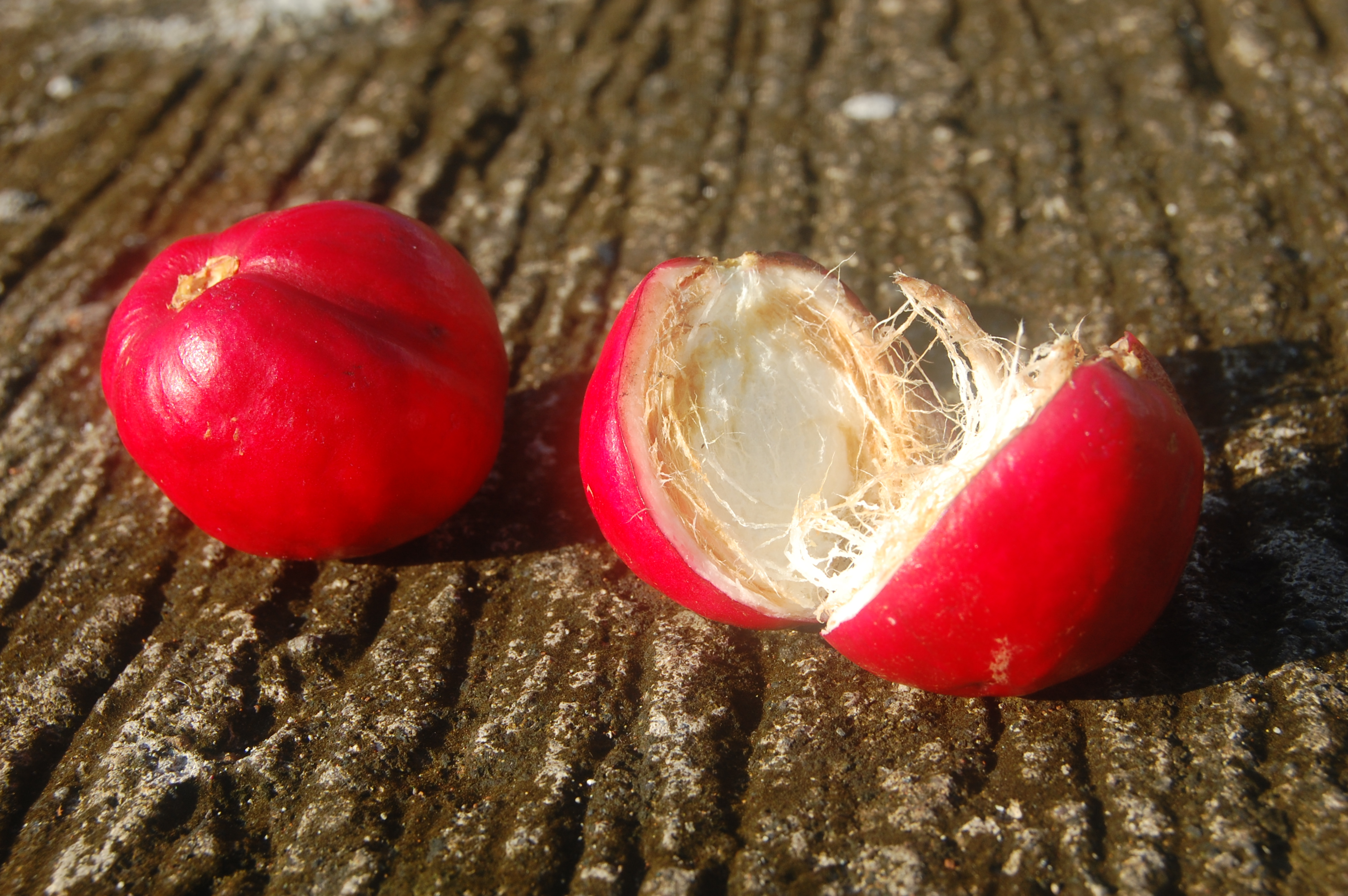
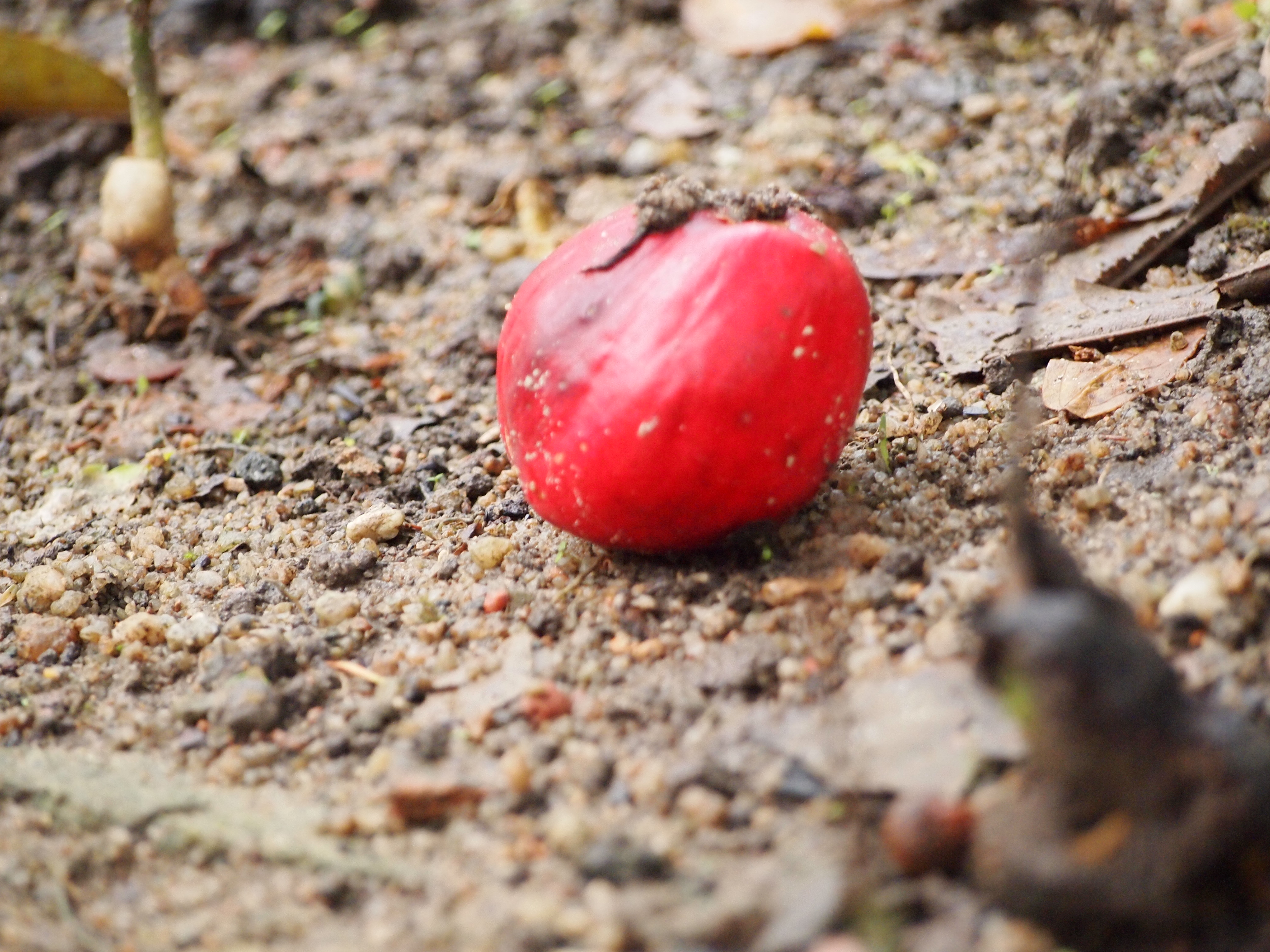
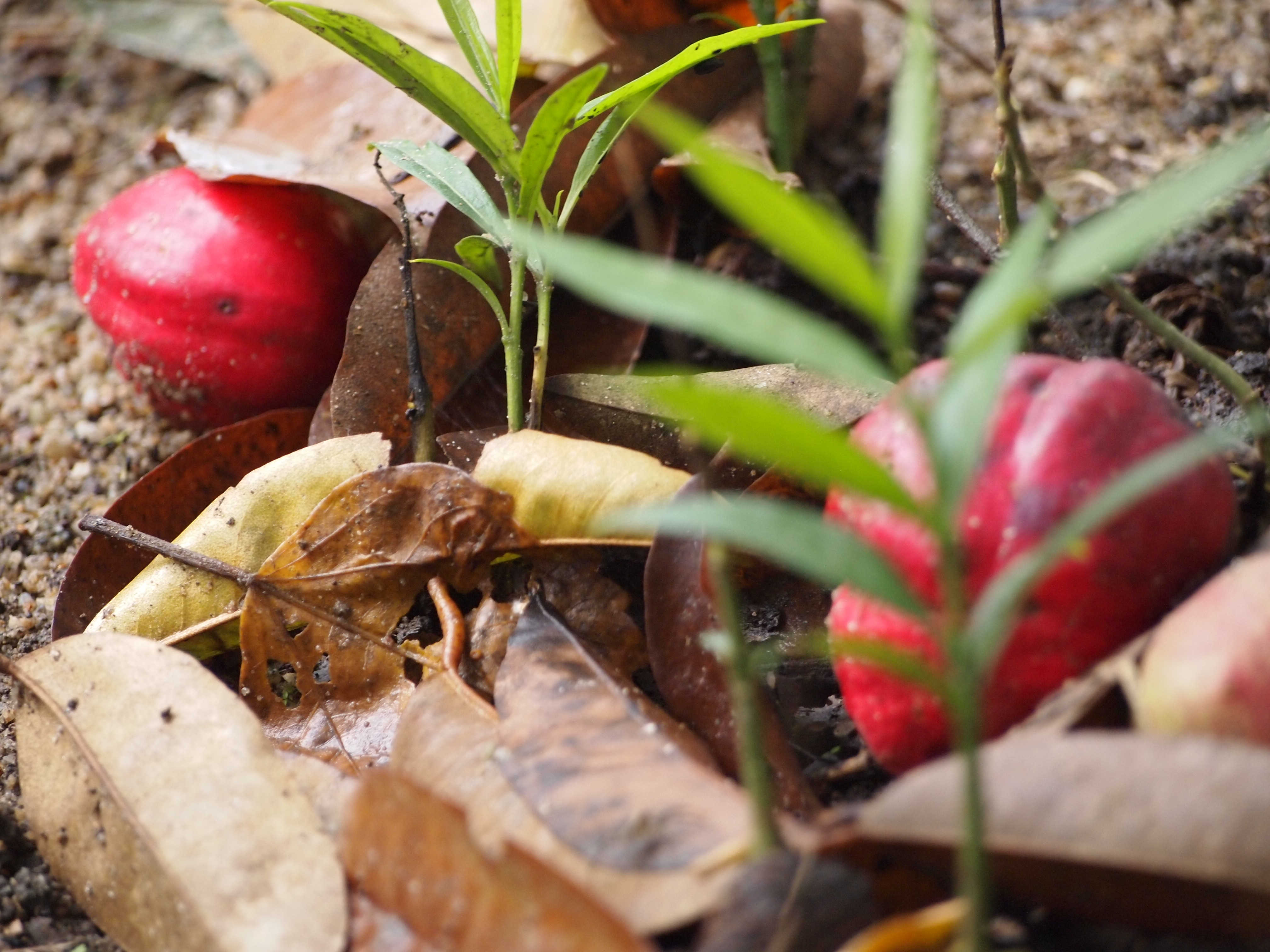